# Никад се не зна
Никад се не зна је југословенски телевизијски филм из 1967. године. Режирао га је Мирослав Беловић, а сценарио је базиран на делу Џорџа Бернарда Шоа.

## Улоге
| Глумац           | Улога |
| ---------------- | ----- |
| Рада Ђуричин     |       |
| Дејан Дубајић    |       |
| Рахела Ферари    |       |
| Ирена Колесар    |       |
| Бранко Плеша     |       |
| Никола Симић     |       |
| Славко Симић     |       |
| Виктор Старчић   |       |
| Јовиша Војиновић |       |